# والری دووینیکوف
والری دووینیکوف (اوکراینی: Валерій Васильович Двойников؛ زادهٔ ۴ مهٔ ۱۹۵۰) جودوکار اهل روسیه بود.